# Wilhelm i Bayern
Hertug Wilhelm i Bayern (tysk: Herzog Wilhelm in Bayern; 10. november 1752 – 8. januar 1837) var en tysk prins, der tilhørte en ikke-regerende sidelinje af det tyske fyrstehus Wittelsbach.
Han blev født som pfalzgreve. I 1799 fik han som den første titel hertug i Bayern, en nyoprettet titel der blev tildelt medlemmerne af den eneste tilbageværende Wittelsbach-sidelinje udover kurfyrstens bayerske linje, som også kom fra Pfalz. Han regerede aldrig over sit eget fyrstendømme, men var statholder i Hertugdømmet Berg fra 1803 til 1806.
Hertug Vilhelm var gift med plalzgrevinde Maria Anna af Zweibrücken-Birkenfeld. Hun var søster til Maximilian 1. Joseph af Bayern og dermed var hertug Vilhelm svoger til kongen.

## Biografi

### Tidlige liv
Wilhelm blev født den 10. november 1752 i Gelnhausen, Pfalz-Zweibrücken-Birkenfeld-Gelnhausen som den anden søn og det fjerde af otte børn af Johan af Pfalz-Zweibrücken-Birkenfeld-Gelnhausen (1698-1780) og Sophie Charlotte af Salm-Dhaun (1719-1770). Han tilhørte en ikke-regerende sidelinje af det tyske fyrstehus Wittelsbach.
Den 15. august 1769 konverterede Wilhelm til katolicismen. I 1778 blev han æresmedlem af Det Bayerske Videnskabsakademi.

### Ægteskab
Hertug Vilhelm giftede sig den 30. januar 1780 i Mannheim med plalzgrevinde Maria Anna af Zweibrücken-Birkenfeld. Hun var søster til pfalzgreve Maximilian Joseph af Pfalz-Zweibrücken, der blev konge af Bayern i 1805. Dermed blev hertug Vilhelm svoger til kongen.

### Hertug i Bayern
Da hans storebror Johan Karl Ludvig af Pfalz-Birkenfeld-Gelnhausen døde ugift og uden efterkommere den 31. marts 1789, efterfulgte Wilhelm ham som overhoved for linjen Pfalz-Zweibrücken-Birkenfeld-Gelnhausen.
I slutningen af 1700-tallet blev det klart at den ældre (pfalziske) linje af Huset Wittelsbach ville uddø, da dens overhoved Karl Theodor, kurfyrste af Pfalz og Bayern ikke havde arvinger. På det tidspunkt var der to tilbageværende grene af Wittelsbach-familien, der var berettiget til at arve: Zweibrücken (hvis overhoved var hertug Maximilian Joseph) og Birkenfeld (hvis overhoved var pfalzgrev Wilhelm). I 1797 indgik Wilhelm Ansbach-hustraktaten med sin svoger Max Joseph af Pfalz-Zweibrücken, den senere kurfyrste og konge af Bayern, hvori Wittelsbach-landenes enhed og udelelighed blev fastsat.
Da Karl Theodor døde den 16. februar 1799 arvede Maximilian Joseph Karl Theodors position som kurfyrste af Bayern og Pfalz, mens Wilhelm blev kompenseret med titlen hertug i Bayern. Formen Hertug i Bayern blev valgt, fordi der i 1506 var blevet etableret primogenitur i huset Wittelsbach, hvilket resulterede i, at der kun kunne være én hertug af Bayern af gangen.
Fra 1803 til 1806 var hertug Vilhelm statholder i Hertugdømmet Berg, en stat, der kom under kontrol af Napoleon og hans familie i 1806–1813.
Hertug Wilhelm døde den 8. januar 1837 i Landshut eller Bamberg i Kongeriget Bayern.

## Børn
Maria Anna af Zweibrücken-Birkenfeld og hertug Vilhelm fik en søn og en datter. Sønnen Pius August, hertug i Bayern fik én søn Max Joseph, hertug i Bayern, der blev gift med Ludovika Wilhelmine, hertuginde i Bayern, der var datter af kong Maximilian 1. Joseph af Bayern. Max Joseph og Ludovika Wilhelmine fik ti børn, herunder kejserinde Elisabeth af Østrig-Ungarn (Sissi), gift med kejser Franz Joseph 1. af Østrig-Ungarn. 